# Volta a Portugal de 1961
A 24ª edição da Volta a Portugal em Bicicleta ("Volta 61") decorreu entre os dias 29 de Julho e 16 de Agosto de 1961. Composta por 24 etapas.

## Classificações Finais
| Lugar | Nome                 | Nacionalidade | Equipa      | H. M. S. |
| 01º   | Mário Silva          | Portugal      | FC Porto    | 70.55.42 |
| 02º   | Augusto Marcoletti   | Itália        | Ignis       | +0.00.57 |
| 03º   | Alberto Carvalho     | Portugal      | Académico   | +0.02.35 |
| 04º   | Manuel Mendez        | Espanha       | Licor 43    | +0.04.47 |
| 05º   | João Roque           | Portugal      | Sporting CP | +0.04.48 |
| 06º   | José Pedro Carvalho  | Portugal      | Sporting CP | +0.05.55 |
| 07º   | Jorge Corvo          | Portugal      | CC Tavira   | +0.06.22 |
| 08º   | Gomez Quillez        | Espanha       | Licor 43    | +0.06.37 |
| 09º   | António Pedro Júnior | Portugal      | Sporting CP | +0.06.52 |
| 10º   | Aurélio Cestari      | Itália        | Ignis       | +0.09.09 |

## Equipas
| Lugar | Equipa      |
| 1º    | Sporting CP |
| 2º    | FC Porto    |
| 3º    | Ignis       |

## Ciclistas
Partiram: 119; Desistiram: 53; Terminaram: 66.
Media: 36,755 Km/h.